# Anders Pålsson
Åke Anders Pålsson (* 10. November 1917; † 4. April 1999) war ein schwedischer Fußballspieler. Der Stürmer gewann in der Spielzeit 1939/40 den Titel des Torschützenkönigs der Allsvenskan.

## Werdegang
Pålsson spielte an der Seite von Spielern wie Knut Kroon, Nils Axelsson und Malte Mårtensson Ende der 1930er und Anfang der 1940er Jahre für Helsingborgs IF in der Allsvenskan. Mit 17 Saisontoren in der Spielzeit 1939/40 trug er zum dritten Platz des Klubs hinter Meister IF Elfsborg und IFK Göteborg bei und krönte sich zum Torschützenkönig der Spielzeit. Später wechselte er zum unterklassig spielenden Ortsrivalen Råå IF. Mit dem Klub stieg er 1948 in die zweite Liga auf und erreichte im selben Jahr das Pokalfinale. Neben dem dreifachen Torschützen Erik Berggren und Bertil Palm trug er sich beim 6:0-Erfolg über BK Kenty als zweifacher Torschütze in die Torschützenliste ein.
Über den weiteren Lebensweg Pålssons ist derzeit nichts bekannt. Nach seinem Tod wurde er auf einem Friedhof im Helsingborger Stadtteil Råå bestattet.